# トレンサム競馬場
トレンサム競馬場（とれんさむけいばじょう、Trentham Racecourse）は、ニュージーランド北島ウェリントントレンサムにある競馬場。

## 概要
ニュージーランドでもっとも良く知られた競馬場のひとつで、1月中旬から下旬の週末に開催されるウェリントンカップ・カーニバルは沢山の人出で賑わう。
ウェリントンからの交通の便も良く、場内の庭園は隈無く手入れされている。

## コース形態
左回りで芝コースは1周2000m、直線は450m。　内馬場には障害コースがある。

## 主な競走
G3以上。※2024/2025シーズンの施行時期と賞金に基づく。
- ウェリントンギニーズ（Wellington Guineas）- G2。3歳。1500メートル。8.5万NZドル。10月下旬。

- キャプテンクックステークス（Captain Cook Stakes） - G1。3歳上。1600メートル。20万NZドル。以前は秋（3月）や春（10月）に行われていたが、現在は12月上旬（夏）に開催される。

- テレグラフハンデキャップ（Telegraph Handicap） - G1。3歳上。1200メートル。ハンデ。1月中旬（ウェリントンCカーニバル）。25万NZドル。

- レヴィンクラシック（Levin Classic） - G2。3歳。1400メートル。旧名ベイヤークラシック（Bayer Classic）。1月中旬（ウェリントンCカーニバル）。24万NZドル。前身はレヴィン競馬場で創設された「レヴィン・ターフクラシック」だが、レヴィン競馬場の閉鎖により、トレンサム競馬場で行われている。20年ほどBayer社のスポンサーにより「ベイヤークラシック」の名で行われてきたが、2000年代に現在の名称になった。2024年までは芝1600mのG1競走として行われていた。

- ウェイクフィールドチャレンジステークス（Wakefield Challenge Stakes） - G2。2歳。1200メートル。1月中旬（ウェリントンCカーニバル）。10万NZドル。

- ウェリントンカップ（Wellington Cup）- G3。3歳上。3200メートル。ハンデ。20万NZドル。1月中旬（ウェリントンCカーニバル）。1874年創設で国内最古級。オークランドカップと2大カップ戦をなす。創設時は3200メートル。その後2400メートルで50年ほど行われ、1970年代から再び3200メートルに延長された。2009年には再度短縮されて2400メートルで行われ、2016年より3200メートルになる[1]。

- ソーンドンマイル（Thorndon Mile） - G1。3歳上。1600メートル。ハンデ。20万NZドル。1月中旬（ウェリントンCカーニバル）。旧名ジャルダンマイルハンデ（Jarden Mile Handicap）。

- ニュージーランドオークス（New Zealand Oaks） - G1。3歳牝。2400メートル。30万NZドル。3月中旬。当初はウェリントンオークスの名称で行われていたが、1973年のクラシック編成で改装され、1974年からは現在の名称で行われている。

### その他の競走
- ニュージーランドセントレジャー（New Zealand St. Leger） - 準重賞。3・4歳。2500メートル。かつては3歳限定だったが、現在では4歳馬も出走可能。2013年の賞金は5万NZドル。